# 塔瓦科
塔瓦科（法語：Tavaco，法語發音：[tavako]）是法国南科西嘉省的一个市镇，属于阿雅克肖区。

## 地理
塔瓦科（42°2'11"N, 8°53'53"E）面积10.83 平方千米，位于法国南科西嘉省，该省份位于科西嘉南部，后者为地中海西部的一座岛屿，也是法国的一个单一领土集体，位于法国大陆部分的东南面，意大利半島的西面，最临近的地块是撒丁岛。
与塔瓦科接壤的市镇（或旧市镇、城区）包括：萨里多尔奇诺、萨罗拉-卡尔科皮诺。

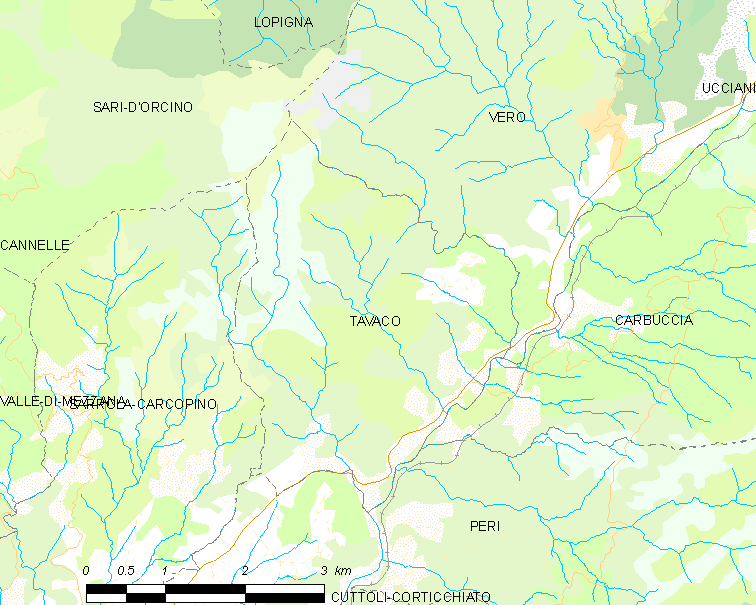
塔瓦科的OSM定位图

塔瓦科的时区为UTC+01:00、UTC+02:00（夏令时）。

## 行政
塔瓦科的邮政编码为20167，INSEE市镇编码为2A323。

## 政治
塔瓦科所属的省级选区为格拉诺瓦-普鲁内利县。

## 人口

1962-2008年间塔瓦科人口变化图示

塔瓦科于2022年1月1日时的人口数量为406人。